# Maria-Ward-Schule Nürnberg
Die Maria-Ward-Schule Nürnberg ist ein Wirtschafts-, Sozialwissenschaftliches und sprachliches Gymnasium, sowie eine Real- und Grundschule im Nürnberger Stadtteil Wöhrd. Ehe 1992 die Erzdiözese Bamberg die Leitung der Schule übernahm, befand sie sich in freier Trägerschaft durch die Englischen Fräulein.

## Geschichte
Die Bezeichnung der Schule geht auf die englische Adlige Maria Ward zurück, die im 17. Jahrhundert Bildungseinrichtungen für junge Frauen und Mädchen gründete, doch zu ihren Lebzeiten noch keine päpstliche Bestätigung für den damit verbundenen weiblichen Orden ohne kirchliche Klausurverpflichtung erlangen konnte. Ihre Gefährtinnen und Nachfolgerinnen setzten jedoch ihr Werk über Jahrhunderte fort.
Die Gründung der zunächst als Filialinstitut konzipierten Schule wurde 1854 genehmigt und geht auf die Initiative der in Bamberg tätigen Nonne Kunigunda Zankel zurück, die ihrer Oberin Anna Hartmann die Gründung vorschlug. Da insbesondere aus der Oberpfalz in der Zeit der Industrialisierung viele Katholiken in das protestantische Nürnberg kamen, sollte ein Bildungsangebot für diese Bevölkerungsteile geschaffen werden. Jedoch stand das zunächst seit dem 6. Juni 1854 in der Klaragasse 1 beheimatete Mädcheninstitut von Beginn an auch allen anderen Religionsgemeinschaften offen. Durch die steigenden Schülerzahlen und den damit verbundene Platzproblemen, zog man bereits 1880 in einen Gebäudekomplex in der Tafelhofstraße 3–5, sodass die Schule von nun an als eine Höhere Mädchenschule mit zehn Klassen geführt wurde. Mit der 1912 erfolgten Trennung der ersten vier Klassen in eine eigene Schulgattung unter der Bezeichnung Private Volksschule und mit der Einführung der neuen sechsklassigen Mädchenmittelschule 1918, wurde das Schulhaus mehrmals erweitert. 1924 erhielt die Höhere Mädchenschule den Namen Mädchenlyzeum am Institut der Englischen Fräulein in Nürnberg. Sie war somit das erste katholische Mädchenlyzeum Mittelfrankens.
In der Zeit des Nationalsozialismus wurde am 3. Januar 1938 die Schließung der Schule angeordnet. Das Schulgebäude wurde bei den Luftangriffen im Zweiten Weltkrieg vollständig zerstört, sodass ab September 1946 der Schulbetrieb zunächst nur in der notdürftig in Stand gesetzten Chevaulegerkaserne in der Bärenschanzstraße 4/6 wieder aufgenommen werden konnte. Durch eine Erweiterung des Bildungsangebots, verließ im Jahr des 100-jährigen Schulbestehens 1954 erstmals ein Abiturjahrgang die Schule. 1961 erfolgte der Umzug in einen wieder eigenständigen Gebäudekomplex zwischen Kesslerplatz und dem Prinzregentenufer, der bis 2002 mehrfach erweitert wurde. Im Jahr 1992 übernahm die Erzdiözese Bamberg die Trägerschaft der Schule.
2016 wurde bekannt gegeben, dass der Bau von 1961 aufgrund von Schimmelbefall und Alterungserscheinungen noch im Sommer desselben Jahres abgerissen wird und stattdessen ein neuer Komplex bis 2020 errichtet werden soll. Der Neubau sollte laut Pressemitteilungen rund 63 Millionen Euro kosten und neben einer großen Aula, moderne Klassenzimmer, eine Mensa, eine Dreifach-Turnhalle und eine Dachterrasse enthalten. Während der Bauarbeiten wurden die Schülerinnen in einem temporären Holzgebäude auf dem Schulgelände unterrichtet. Der Abriss der Komplexe Gymnasium beziehungsweise Realschule/Grundschule sollte in jeweils zwei Schritten erfolgen. Ab Juni 2022 konnte der Neubau genutzt werden, der 75 Millionen Euro kostete.

## Schülerzahlen
- 1854: 60[7]
- 1880: 300[7]
- 1924: 1260[7]
- 1946: 422[7]
- 1949: 900[7]
- 2002: 1400[7]
- 2017: 1279[1][2][3]